# To Err Is Human (film 1913)
To Err Is Human è un cortometraggio muto del 1913 diretto da Edward Coxen

## Trama
Un bambino resta avvelenato bevendo dell'acqua da un pozzo. Non muore, ma cade malato. Si sospetta di Steve fino a quando il piccolo non racconta com'è accaduto l'incidente.

## Produzione
Il film fu prodotto dall'American Film Manufacturing Company come Flying A.

## Distribuzione
Distribuito dalla Mutual Film, il film - un cortometraggio in una bobina - uscì nelle sale cinematografiche USA il 17 luglio 1913.